# Habrotrocha bidens
Habrotrocha bidens är en hjuldjursart som först beskrevs av Gosse 1851.  Habrotrocha bidens ingår i släktet Habrotrocha och familjen Habrotrochidae. Arten är reproducerande i Sverige. Inga underarter finns listade i Catalogue of Life.